# Simona Sensual
Simona Sensual (n. 15 ianuarie 1983, București, România), pe numele adevărat Oana  Ștefania Suhoi, este o vedetă de televiziune comercială din România, devenită celebră prin scandalurile pe care le provoacă deliberat în emisiunile la care este plătită să participe chiar cu acest scop, numai pentru a le crește nivelul de audiență. Pentru aceleași motive, Suhoi a fost deseori menționată de tabloide și publicații de scandal de pe întreg spectrul media românesc. Alături de Giulia și Andreea Bănică, Simona Sensual formează topul celor mai comentate vedete în blogosfera românească în 2008.

## Activitate

### Debutul și cariera în televiziune
Simona Sensual a devenit cunoscută publicului din România prin colaborarea cu publicația Libertatea, acolo unde imaginea nudității sale a fost utilizată pentru prezentarea informațiilor meteorologice. Afirmarea a venit însă odată cu transferul în televiziune în mai 2007, atunci când Simona semnează un contract pentru emisiunea matinală a postului Kanal D. De altfel, imaginea sa publică este asociată constant cu modalitatea inedită de a releva informațiile despre vreme.
Popularitatea sa a crescut odată cu implicarea în cadrul emisiunilor realizate de Dan Diaconescu în Cazul Elodia Marilena Ghinescu, ea declarându-se o susținătoare a principalului suspect, soțul femeii dispărute. În aceeași perioadă i se acordă premiul pentru Cea mai sexy vedetă în cadrul Galei Prestige organizate de Kanal D, fiind laureată alături de personalități publice precum Andreea Marin, Mihaela Rădulescu, Adrian Mutu ș.a.
În octombrie 2008 primește propriul spectacol de televiziune, devenind gazda versiunii românești a formatului Silent Library în cadrul postului de televiziune B1 TV. După doar câteva ediții, televiziunea este sancționată de către Consiliul Național al Audiovizualului pentru „nerespectarea intervalului orar de difuzare, în raport de conținutul lor, și fără a fi însoțite de niciun semn de avertizare”.

### Cariera muzicală
În 2008, Suhoi înregistrează alături Adrian Minune cântecul Trandafirul de la tine, inclusă pe albumul „Adrian Minune și invitații săi”, produs de casa de discuri Autentic Music, specializată în genul manele. Cântecul avea să beneficieze de un videoclip în care figurează ambii interpreți.

### Alte scandaluri
Critici serioase i-au fost aduse nu doar din cauza tipului de cultură pe care îl promovează și disputelor publice, dar și din pricina afirmațiilor licențioase la adresa poporului român. În februarie 2009, invitată în emisiunea Happy Hour la postul de televiziune Pro TV, Suhoi a afirmat că, deși nu a descoperit valoarea lui Pi, a găsit valoarea poporului român: „zero”, continuând prin a declara că „Poporul român este cretin și încerc să îl decretinizez”.
La începutul lui august 2009, presa de scandal din România a dezvăluit faptul că Simona Sensual utilizează un fals ecuson de mașină al Senatului României pentru a se apăra de riscurile amenzilor din trafic. Sursele din cadrul forului legislativ au confirmat faptul că seria respectivului ecuson nu corespunde cu cele emise de către instituție pentru anul 2009, deschizându-se o anchetă în vederea stabilirii vinovăției vedetei pentru uzul acestuia. De altfel, trei dosare penale există deja pe numele Simonei Suhoi pentru abateri de la normele rutiere, cel mai recent datând din vara anului 2008.

## Influențe
Simona Sensual a influențat sitcomul de divertisment Mondenii, care o parodiază frecvent, ea devenind unul din cele mai populare personaje de parodie, figurând în peste 15 scenete ale programului, începând din sezonul 2, de cele mai multe ori în asociere cu personaje precum Diana Munteanu, Poponeț sau Cășuneanu Jr.